# Urs Kermode
Ursus americanus kermodei, sau ursul Kermode, este o subspecie rară de urs negru american, care trăiește numai în provincia canadiană Columbia Britanică.

## Legături externe
- en The Valhalla Wilderness Society